# Giorgi Kochorashvili
Giorgi Kochorashvili (géorgien : გიორგი ქოჩორაშვილი ; né le 29 juin 1999) est un footballeur international géorgien qui joue comme au poste de milieu central au Sporting CP.

## Biographie

### En club
Né à Tbilissi, Giorgi Kochorashvili fait ses débuts, dans son club formateur, le Saburtalo, le 23 juillet 2017, disputant les 16 dernières minutes lors d'une défaite 1–2 à domicile contre le Torpedo Koutaïssi.
En août 2017, il est prêté au Girona FC pour deux ans et joue à l'équipe de jeunes. Le 26 juin de l'année suivante, il est prêté en troisième division au CF Peralada.
Le 19 juillet 2019, Kochorashvili signe un contrat de trois ans avec Levante, étant immédiatement affecté à l'équipe réserves également en troisième division. Il fait ses débuts en équipe première – et en première division – le 12 juillet de l'année suivante, remplaçant tardivement Rubén Rochina lors d'une défaite 1–2 à domicile contre l'Athletic Bilbao.
Le 30 août 2022, Giorgi Kochorashvili est prêté au CD Castellón, en 3e division pour la saison.

### En équipe nationale
Giorgi Kochorashvili représenté la Géorgie aux niveaux des moins de 19 ans, des moins de 21 ans et en équipe sénior.
Il fait ces débuts avec ces derniers, le 12 septembre 2023, dans un match des qualifications à l'Euro 2024 contre la Norvège.
Le 22 mai 2024, il fait partie de la liste des 26 joueurs convoqués par Willy Sagnol pour disputer l'Euro 2024.